# Peter Lawætz
Peter Lawætz (født 15. november 1940 i København, død februar 2021) var en dansk civilingeniør, dr.scient. og docent, som var været rektor for Danmarks Tekniske Universitet i årene 1977 til 1986 og senere direktør for Forsvarets Efterretningstjeneste.
Lawætz var søn af professor, dr.med. Børge Lawætz og uddannet cand.polyt. i elektrofysik fra Danmarks Tekniske Højskole 1964 og lic.tech. 1967 fra Fysisk Laboratorium 3. Herefter blev han ansat som amanuensis og lektor og docent (fra 1989) ved Fysisk Laboratorium 3 og arbejdede som sådan; dog afbrudt af et ophold i USA i perioden fra 1970 til 1971, hvor han forskede ved Bell Telephone Laboratories. I 1978 blev han dr.scient. ved Odense Universitet på disputatsen The Influence of Holes on the Phonon Spectrum of Semiconductors. Han har tillige skrevet lærebogen Moderne fysik: En introduktion til elektron-, atom- og kernefysik (1991).
Fra 1974 til 1976 var han formand for Det Centrale Studienævn på Danmarks Tekniske Højskole, og i 1977 blev han valgt til rektor for læreanstalten, hvilket Lawætz var indtil 1986.
Herefter var Lawætz leder af Fysisk Institut, som opstod ved sammenlægning af syv mindre fysiklaboratorier, og kom i 1996 til Forsvarets Forskningstjeneste, hvor han var direktør frem til 2005.
18. april 2000 blev Lawætz Ridder af Dannebrog.